# Myth and Roid
Myth and Roid (stylisé aussi MYTH & ROID) est un groupe musical japonais appartenant à Media Factory.
Réalisant leurs débuts en août 2015 avec la sortie de leur premier single « L.L.L. », la musique du groupe a été mise en vedette dans diverses séries télévisées d'animation tels que Overlord, BBK/BRNK (en), Re:Zero et Yōjo Senki.

## Biographie
MYTH & ROID est une unité de créativité contemporaine tournant autour du producteur Tom-H@ck. Selon le site officiel du groupe, son nom vient de deux mots: « Myth » représentant le passé, et « Android » représentant l'avenir (« Mythe » et « Androïde » en français); le groupe espère ainsi que ces deux aspects permettront la création d'un « nouveau monde ».
L'unité a fait ses débuts musicaux en 2015 avec la sortie de son premier single « L.L.L. »; la chanson-phare est utilisée comme l'ending de l'anime Overlord de la même année,. Le single a culminé à la 29e place sur les classements musicaux hebdomadaires de l'Oricon, et a atteint un rang de No 3 sur les classements japonais de téléchargement d'iTunes. Le deuxième single Anger/Anger est sorti le 24 février 2016; la piste-titre est également utilisé comme ending pour la série télévisée d'animation BBK/BRNK (en), aussi de la même année,. Le single a culminé à la 82e place sur les charts hebdomadaires de l'Oricon.
Le troisième single du groupe, Styx Helix, sort le 25 mai 2016; la chanson-titre est utilisée comme le premier ending de l'anime Re:Zero kara hajimeru isekai seikatsu de 2016,, et l'autre chanson du single, Straight Bet, est utilisée comme le générique de fin du 7e épisode. Le quatrième single Paradisus-Paradoxum est sorti le 24 août 2016; la chanson éponyme est utilisée comme le second opening du même anime,, et la deuxième chanson qui complète le single, theater D, est utilisée comme générique de fin pour le 14e épisode.
MYTH & ROID sort leur cinquième single Jingo Jungle le 8 février 2017; la piste-phare du single est employée comme opening de la série télévisée d'animation Yōjo Senki,. Le groupe ont également interprété le générique du premier film d'animation récapitulatif d'Overlord sortis au début de 2017. Le 26 avril 2017, le premier album de l'unité eYe's est sorti. Celui-ci a atteint la 6e place du classement hebdomadaire de l'Oricon à partir du 8 mai 2017 et est resté dans le classement pendant huit semaines consécutives.
Le 6 novembre 2017, il a été annoncé que l'une des chanteuses du groupe, Mayu, n'en faisait plus partie.
Fin novembre 2017, le sixième single du groupe HYDRA est annoncé sur Twitter, révélant au passage le visage de KIHOW. HYDRA sort le 7 février 2018, il est utilisé comme ending de la deuxième saison de la série d'animation Overlord. Annoncé en mai 2018, le septième single de MYTH & ROID VORACITY est sorti le 25 juillet 2018. Celui-ci est utilisé comme opening de la troisième saison d'Overlord. Du 2 au 5 août 2018, le groupe s'est produit à l'AnimagiC, une convention d'anime allemande, avec les chansons L.L.L., HYDRA, Paradisus-Paradoxum, STYX HELIX, ainsi que Jingo Jungle. Des séances de questions-réponses avec les fans sont aussi prévues.
Le huitième single du groupe, shadowgraph, est utilisé comme générique d'introduction pour série télévisée d'animation de 2019, Boogiepop and Others (en). MYTH & ROID assisteront à la convention d'anime Tekko (en) de Pittsburgh aux États-Unis en avril 2019.

## Membres

### Membres actuels
- Tom-H@ck - producteur, guitare
- hotaru - parolier
- KIHOW - chanteuse

KIHOW est la seconde chanteuse du groupe, elle le rejoint en 2017 après avoir été elle-aussi découverte par Tom-H@ck. Elle vivait auparavant à l'étranger, elle est capable de chanter en anglais et en japonais.

### Anciens membres
- Mayu - chanteuse

Lorsque Tom-H@ck était à la recherche d'un chanteur pour des activités d'artistes, il a regardé un live de Mayu et s'est dit « C'est super ! S'il-vous-plaît nous devrions collaborer ensemble. » Il en convient de noter que, lors de la première rencontre entre Tom-H@ck et Mayu, celle-ci était encore étudiante, la rencontrant en uniforme après l'école. Le 6 novembre 2017, il a été annoncé sur leur site officiel que la chanteuse et l'un des membres fondateurs, Mayu, est « diplômée » du groupe pour poursuivre une carrière solo.

## Discographie

### Singles
| n°    | Date de sortie  | Titre               | Couplage                                  | Classement de l'Oricon |
| ----- | --------------- | ------------------- | ----------------------------------------- | ---------------------- |
| 1er   | 26 août 2015    | L.L.L.              | The first ending                          | 29e place              |
| 2e    | 24 février 2016 | ANGER/ANGER         | ICECREAM QUEEN                            | 82e place              |
| 3e    | 25 mai 2016     | STYX HELIX          | STRAIGHT BET                              | 26e place              |
| 4e    | 24 août 2016    | Paradisus-Paradoxum | theater D                                 | 24e place              |
| 5e    | 8 février 2017  | JINGO JUNGLE        | Frozen Rain                               | 22e place              |
| 6e    | 7 février 2018  | HYDRA               | Stormy Glory                              | 33e place              |
| 7e    | 25 juillet 2018 | VORACITY            | Something w/o Sunrise                     | 47e place              |
| 8e    | 27 février 2019 | shadowgraph         | Remembrance                               | 40e place              |
| 9e    | 24 juillet 2019 | PANTA RHEI          | Paradisus-Paradoxum -KIHOW style edition- | 80e place              |
| 10e   | 23 octobre 2019 | TIT FOR TAT         | À venir                                   | 90e place              |
| 11e   | 24 août 2022    | Endless Embrace     | À venir                                   | À venir                |
| 12eme | 10 octobre 2024 | NOX LUX             |                                           |                        |

### Album
| Titre | Détails de l'album | Meilleures positions de l'Oricon |
| ----- | --- | -------------------------------- |
| eYe's | - Date de sortie : 26 avril 2017 - Labels : Kadokawa Corporation (ZMCZ-11076, ZMCZ-11077) - Formats : CD, CD+BD, téléchargement numérique | 6                                |

| 1st Album『eYe's』 - 2017 | 1st Album『eYe's』 - 2017     | 1st Album『eYe's』 - 2017 | 1st Album『eYe's』 - 2017   | 1st Album『eYe's』 - 2017 | 1st Album『eYe's』 - 2017 | 1st Album『eYe's』 - 2017 | 1st Album『eYe's』 - 2017 | 1st Album『eYe's』 - 2017 | 1st Album『eYe's』 - 2017 |
| No                        | Titre                         | Auteur                    | Vocal                       | Durée                     |                           |                           |                           |                           |                           |
| ------------------------- | ----------------------------- | ------------------------- | --------------------------- | ------------------------- | ------------------------- | ------------------------- | ------------------------- | ------------------------- | ------------------------- |
| 1.                        | – A beginning –               | MYTH & ROID               | Imani Jessica Dawson        | 2:01                      |                           |                           |                           |                           |                           |
| 2.                        | TRAGEDY : ETERNITY            | MYTH & ROID               | KIHOW                       | 3:52                      |                           |                           |                           |                           |                           |
| 3.                        | Paradisus-Paradoxum           | MYTH & ROID               | Mayu                        | 3:51                      |                           |                           |                           |                           |                           |
| 4.                        | STYX HELIX                    | MYTH & ROID               | Mayu                        | 4:50                      |                           |                           |                           |                           |                           |
| 5.                        | Yuki o kiku yoru (雪を聴く夜) | MYTH & ROID               | KIHOW                       | 4:30                      |                           |                           |                           |                           |                           |
| 6.                        | Tough & Alone                 | MYTH & ROID               | KIHOW                       | 3:57                      |                           |                           |                           |                           |                           |
| 7.                        | ANGER/ANGER                   | MYTH & ROID               | Mayu                        | 4:13                      |                           |                           |                           |                           |                           |
| 8.                        | theater D                     | MYTH & ROID               | Mayu                        | 3:41                      |                           |                           |                           |                           |                           |
| 9.                        | JINGO JUNGLE –HBB Remix-      | MYTH & ROID               | Mayu ・ HUMAN BEATBOX:KAIRI | 3:45                      |                           |                           |                           |                           |                           |
| 10.                       | Crazy Scary Holy Fantasy      | MYTH & ROID               | Mayu                        | 3:20                      |                           |                           |                           |                           |                           |
| 11.                       | L.L.L.                        | MYTH & ROID               | Mayu                        | 3:36                      |                           |                           |                           |                           |                           |
| 12.                       | sunny garden sunday           | MYTH & ROID               | KIHOW                       | 3:25                      |                           |                           |                           |                           |                           |
| 13.                       | ─to the future days           | MYTH & ROID               | KIHOW                       | 4:36                      |                           |                           |                           |                           |                           |
| 14.                       | – An ending –                 | MYTH & ROID               | Imani Jessica Dawson        | 2:11                      |                           |                           |                           |                           |                           |
| 51:48                     |                               |                           |                             |                           |                           |                           |                           |                           |                           |

### Chansons Tie-up
| Titre                    | Anime |
| ------------------------ | --- |
| L.L.L.                   | Générique de fin de la série télévisée anime Overlord                                                                 |
| ANGER/ANGER              | Générique de fin de la série télévisée anime BBK/BRNK (en)                                                            |
| STYX HELIX               | Premier générique de fin de la série télévisée anime Re:Zero                                                          |
| STRAIGHT BET             | Générique de fin du 7e épisode de Re:Zero                                                                             |
| Paradisus-Paradoxum      | Second générique d'introduction de Re:Zero                                                                            |
| theater D                | Générique de fin du 14e épisode de Re:Zero                                                                            |
| JINGO JUNGLE             | Générique d'introduction de la série télévisée anime Yōjo Senki                                                       |
| Crazy Scary Holy Fantasy | Chanson thème pour le film d'animation d'Overlord                                                                     |
| HYDRA                    | Générique de fin de la deuxième saison d'Overlord                                                                     |
| VORACITY                 | Générique d'introduction de la troisième saison d'Overlord                                                            |
| shadowgraph              | Générique d'introduction de la série télévisée anime Boogiepop and Others (en)                                        |
| Future is Mine           | Chanson thème du jeu mobile Shinkaku gikō to 11-nin no hakaisha (ja)                                                  |
| Remembrance              | Générique de fin du film d'animation Yōjo Senki                                                                       |
| PANTA RHEI               | Générique d'introduction de la série télévisée d'animation Isekai Cheat Magician                                      |
| TIT FOR TAT              | Générique d'introduction de la série télévisée d'animation Cautious Hero: The Hero is Overpowered but Overly Cautious |